# Moracz
Moracz (niem. Moratz) – wieś sołecka w północno-zachodniej Polsce, położona w województwie zachodniopomorskim, w powiecie goleniowskim i w gminie Przybiernów, przy drodze Przybiernów–Golczewo, nad rzeką Wołczenicą. We wsi siedzibę ma parafia Najświętszego Serca Pana Jezusa oraz znajduje się tam kościół pod tym samym wezwaniem.

## Historia
Pierwsze wzmianki o wsi Moracz pochodzą z 1308 roku, a w XV wieku zaczęły pojawiać się informacje o plebanie.
W czasie II wojny światowej Niemcy utworzyli we wsi podobóz pracy przymusowej obozu jenieckiego Stalag II D.
W latach 1954–1968 wieś była siedzibą władz gromady Moracz, po jej zniesieniu należała do gromady Przybiernów. W latach 1975–1998 miejscowość administracyjnie należała do województwa szczecińskiego.
Zobacz też: Moraczewo